# Palais de la Province de Bergame
Le Palais de la Province de Bergame (en italien, Palazzo della Provincia) est situé dans la ville Basse. Le bâtiment, de style Renaissance, remonte au XIXe siècle et constitue le premier ouvrage public construit à Bergame après la naissance du Royaume d'Italie. C'est le siège de la province et de la préfecture. Le palais et les jardins abritent des œuvres d'art qui racontent l'histoire de la ville et de ses artistes.

## Histoire
Jusqu'au milieu du XIXe siècle, le siège administratif de la province de Bergame était situé dans la citadelle Visconti, du côté construit par Bernabò Visconti, dans un espace insuffisant. Les bureaux de la Préfecture et du Tribunal y étaient également situés, mais l'augmentation démographique et le développement de la partie basse de la ville ont conduit au déplacement des bureaux vers un endroit plus pratique et donc à la construction d'un nouveau bâtiment. 
Le projet retenu est celui de l'architecte Antonio Preda et complété par l'architecte Giovanni Cuminetti. Ainsi commença une urbanisation rapide de la partie basse de la ville, le Théâtre Gaetano Donizetti fut inauguré en 1791 et avec la suppression des baraques la prairie de Sant'Alessandro commença sa transformation.
La construction du palais a rencontré des critiques, compte tenu de la vision futuriste qui exigeait un bâtiment grand et riche : mais malgré le mécontentement des années 1864 à 1871, il fut achevé et ses 2 450 mètres carrés occupés par les bureaux administratifs de la province et de la Préfecture. Les manifestations n'ont cessé que plus tard, lorsque le développement de la ville est devenu évident.

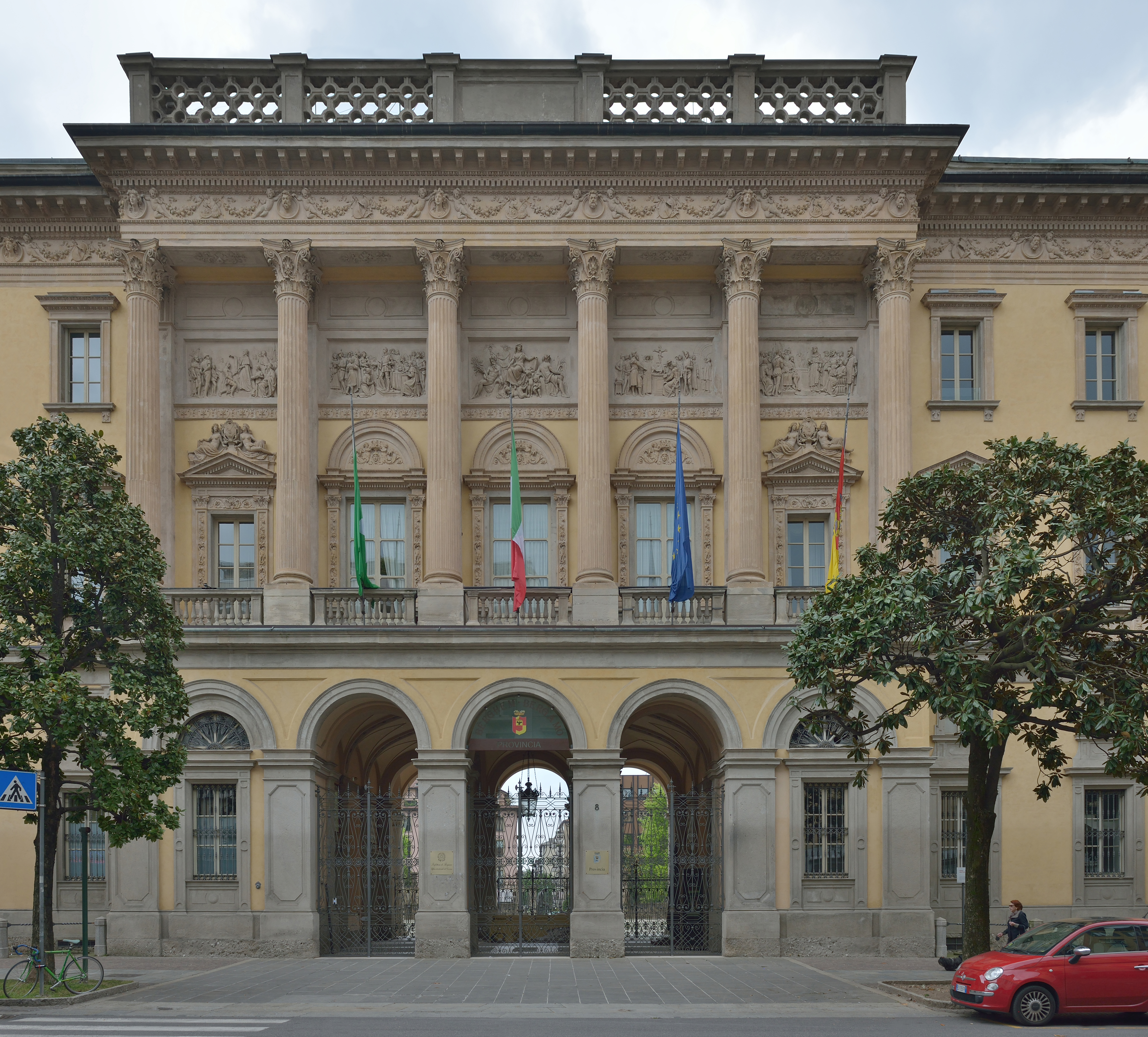
Palais provincial de Bergame

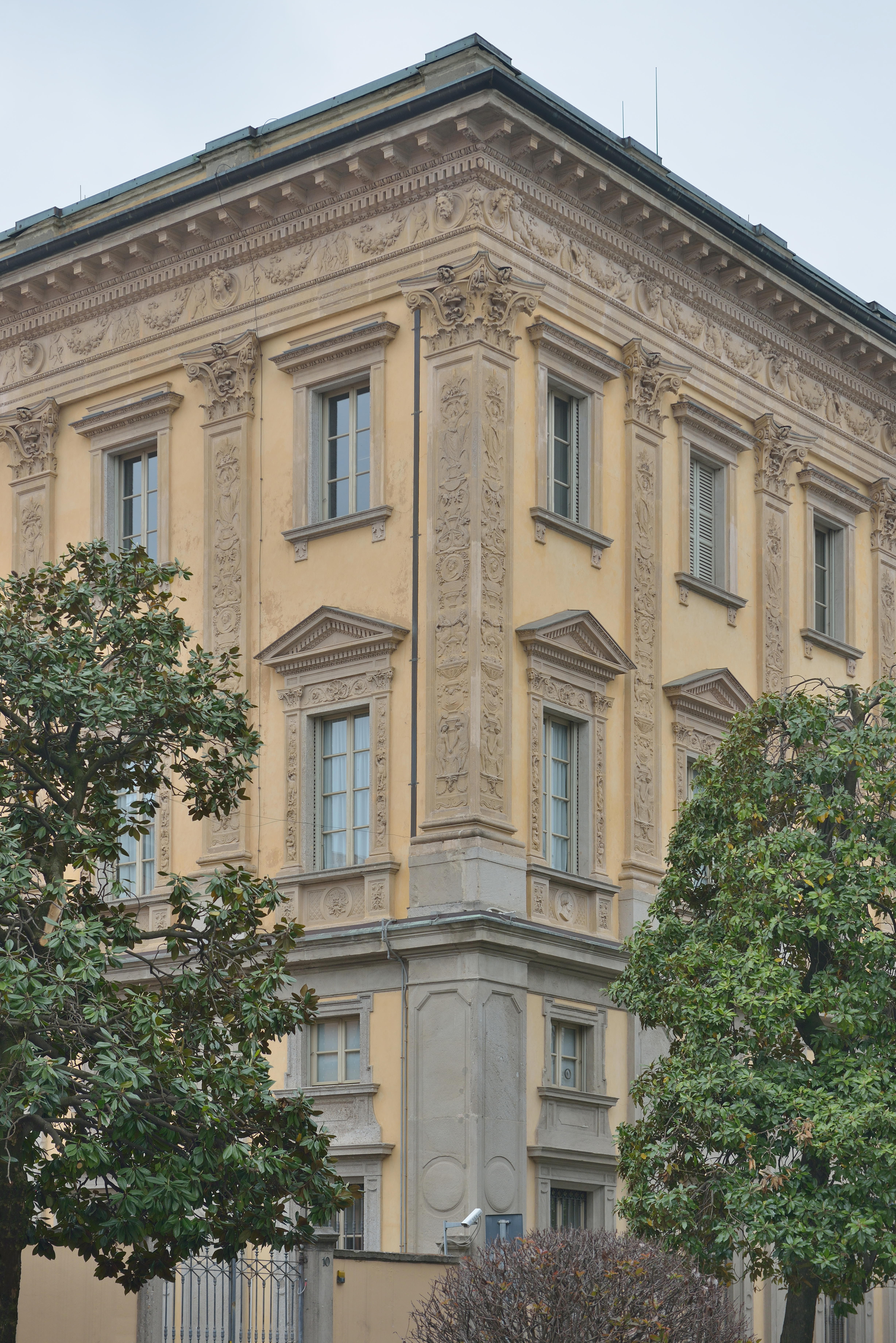
Palais de la province de Bergame, côté nord-est

Les façades sont décorées de stucs, de pilastres et de décorations avec des représentations d'animaux, de fleurs et de chérubins.

## Jardin
Le jardin du palais a été conçu comme un parc de sculptures : on y trouve cinq œuvres de Giacomo Manzù de Bergame, des œuvres de Stefano Locatelli, Marisa Lambertini, Mario Gotti, Ferruccio Guidotti, Franco Daverio et Piero Brolis.